# 张继军
张继军（1974年6月—），河南商城人，男，汉族，中华人民共和国政治人物。1997年8月参加工作，1997年4月加入中国共产党。重庆大学汽车工程学院汽车设计与制造专业毕业。曾任共青团重庆市委书记，重庆市青联主席。现任中共城口县委书记。

## 生平
1993年9月，在重庆大学汽车工程学院汽车设计与制造专业学习。1997年8月，任重庆市铜梁县土桥镇政府党政办公室干部。1998年2月，任土桥镇政府企业管理办公室副主任。1998年10月，任土桥镇镇长助理。1999年1月，任土桥镇副镇长。
1999年7月，任共青团重庆市委青工部副主任科员。2002年1月，任共青团重庆市委青工部主任科员。2003年2月，任共青团重庆市委青工部副部长（2004年9月到2004年12月，挂职任共青团上海市委青工部副部长）。2005年8月，任共青团重庆市委青工部部长。2007年12月，任共青团重庆市委副书记、党组成员。2013年1月，当选重庆市青年联合会副主席。2015年7月，当选重庆市青年联合会主席。2017年4月，任共青团重庆市委书记、党组书记。
2021年10月，任中共城口县委书记。